# Potiaxixa longipennis
Potiaxixa longipennis är en skalbaggsart som först beskrevs av Dmytro Zajciw 1966.  Potiaxixa longipennis ingår i släktet Potiaxixa och familjen långhorningar. Inga underarter finns listade i Catalogue of Life.